# Torres (paroisse civile)
Pour les articles homonymes, voir Torres.
Torres est l'une des dix-sept paroisses civiles de la municipalité de Torres dans l'État de Lara au Venezuela. Sa capitale est El Jabón.